# エンツォ (サルデーニャ王)
エンツォ（Enzo もしくはEnzio、1220年?/25年? - 1272年3月14日）は、神聖ローマ皇帝フリードリヒ2世の庶子で、ハインリヒ7世、コンラート4世の異母弟、アンティオキア公フリードリヒ3世、マンフレーディの異母兄。
父と同じ鷹匠であったため、あるいは勇気と行動力を称えられて、若鷹（ファルコネッロ、Falconello）と呼ばれた。フリードリヒ2世の子供たちの中で最も父に似た容姿であると言われ、フリードリヒ自身もエンツォが自分と瓜二つであると述べた。
北イタリアでのゲルフとギベリンの抗争においてギベリンの指導者の一人として活躍したが、1249年に敵対するボローニャの捕虜となった。
エンツォは詩人としても知られ、父フリードリヒを超える詩の才能を持っていたと評価され、獄中でも詩を吟じ続けた。

## 生涯
青年時代、エンツォはパレルモの宮廷で数年間を過ごした。
1238年10月に父フリードリヒによってクレモナで騎士に列せられた。刀礼の典礼で騎士に列せられた後、エンツォはサルデーニャの相続権を有するトッレの公女アデラシア（en）と結婚し、そのためにサルデーニャ王と呼ばれた。1243年より、エンツォはサルデーニャ王を自称する。エンツォの結婚によってサルデーニャの領有が問題となり、神聖ローマ帝国とローマ教皇の対立は深刻化した。
フリードリヒ2世はエンツォをイタリアにおける自身の代理人とし、1245年のリヨン公会議でフリードリヒ2世の破門が確認された後はヴェローナのエッチェリーノ3世・ダ・ロマーノと共にイタリアの反皇帝派と交戦した。
後にエンツォとアデラシアの結婚は無効であると宣言され、1249年にエッチェリーノの姪と再婚した。結婚式の後、エンツォはボローニャの攻撃を受けていたモデナの救援に向かうが、行軍中にボローニャ軍の奇襲を受けて側近とともに捕縛された。ボローニャに入城したエンツォは金の鎖で繋がれて馬にまたがり、王にふさわしい華美な装束を身にまとっていたと伝えられる。フリードリヒはエンツォの釈放のため、人質の交換、身代金の引き渡しを提案したが、ボローニャ側はフリードリヒの申出を拒絶した。
ボローニャでの警備は厳重であったもののエンツォの尊厳は守られており、大広間が与えられていた。外部との書簡のやり取りと面会の自由が認められており、夜間は広間の中央にある鉄製の牢に入った。エンツォが資金を使い果たした後は、ボローニャが彼の生活費を負担した。伝承によれば教養ある若いボローニャ市民たちはたびたびエンツォの元を訪れ、詩を吟じて看守たちを感動させたと言われる。
1270年にエンツォは脱獄を試み、樽職人を買収し、空き樽に隠れての脱走を企てた。街路まで脱出することができたが、樽の栓から髪がはみ出ていたために脱獄が発覚し、監視はより厳しくなった。
1272年3月14日に没し、ボローニャ市民によって王としての葬儀が挙げられた。遺体はボローニャのサン・ドメニコ教会に埋葬された。